# Alan Bridges
Alan Bridges, född 28 september 1927 i Liverpool, död 7 december 2013, var en engelsk regissör för film och TV. Han vann Guldpalmen vid Filmfestivalen i Cannes 1973 med sin film Föraktet.